# The Price of Fame (film 1914)
The Price of Fame è un cortometraggio muto del 1914 diretto da Warwick Buckland.

## Trama
Una modella gelosa sfregia il quadro del suo pittore che ritrae la figlia di un collezionista e poi si suicida.

## Produzione
Il film fu prodotto dalla Hepworth.

## Distribuzione
Distribuito dalla Hepworth, il film - un cortometraggio di 243,02 metri - uscì nelle sale cinematografiche britanniche nel gennaio 1914.
Si conoscono pochi dati del film che, prodotto dalla Hepworth, fu distrutto nel 1924 dallo stesso produttore, Cecil M. Hepworth. Fallito, in gravissime difficoltà finanziarie, il produttore pensò in questo modo di poter almeno recuperare il nitrato d'argento della pellicola.